# 803
| [ Edytuj tabelę ]          |                                                   |
| Hrabia Aragonii            | - 802 Aureolus 809                                |
| Król Asturii               | - 791 Alfons II 842                               |
| Hrabia Barcelony           | - 801 Berà 820                                    |
| Cesarz Bizancjum           | - 802 Nicefor I 811                               |
| Chan Bułgarii              | - 777 Kardam 803 - 803 Krum 814                   |
| Cesarz Chin                | - 780 Tang Dezong 805                             |
| Król Essexu                | - 798 Sigered 812                                 |
| Król Franków               | - 768 Karol Wielki 814 - 781 Ludwik I Pobożny 814 |
| Cesarz Japonii             | - 781 Kammu 806                                   |
| Kalif                      | - 786 Harun ar-Raszid 809                         |
| Król Khmerów               | - 802 Dżajawarman II 850                          |
| Patriarcha Konstantynopola | - 784 Tarazjusz 806                               |
| Król Mercji                | - 796 Cenwulf 821                                 |
| Król Nortumbrii            | - 796 Eardwulf 806                                |
| Książę Obodrzyców          | - 795 Drożko 809                                  |
| Papież                     | - 795 Leon III 816                                |
| Cesarz rzymski             | - 800 Karol Wielki 814                            |
| Doża Wenecji               | - 787 Giovanni Galbaio 804                        |

Rok 803 / DCCCIII
stulecia: VIII wiek ~
IX wiek ~
X wiek

lata: 793 «
798 «
799 «
800 «
801 «
802 «
803
» 804
» 805
» 806
» 807
» 808
» 813

## Wydarzenia
- Europa
  - powstanie Marchii Wschodniej na terenach byłego państwa Awarów przez Karola Wielkiego

## Zmarli
- 9 sierpnia – Irena, cesarzowa Bizancjum (ur. ok. 752)